# إيليا ميتشكوف
إيليا ميتشكوف (مواليد 4 سبتمبر 1969) هو مبارز بالسيف بلغاري، مثّل بلاده في الألعاب الأولمبية الصيفية 1996.

## روابط رياضية
إيليا ميتشكوف على موقع أوليمبيديا (الإنجليزية)